# Bangladesh Pratidin
Le Bangladesh Pratidin est un quotidien indépendant en langue bengali au Bangladesh. Il a été fondé en 2010. Le Bangladesh Pratidin arrive en tête de liste des quotidiens les plus distribués dans le pays sur les 345 journaux publiés à Dacca et ailleurs, a déclaré le ministre de l'Information au Parlement le 10 mars 2014. Son rédacteur en chef est Naem Nizam (en). C'est un journaliste chevronné bien connu au Bangladesh. Bangladesh Pratidin est une filiale du groupe de médias East-West appartenant au groupe Bashundhara. L'éditeur du journal est Moynal Hossain Chowdhury, au nom du groupe de presse East West.

## Litiges
En février 2017, le correspondant du journal basé à Savar a été arrêté par la police bangladaise pour avoir fait fermenter des conflits de travail, attaqué des usines et volé des vêtements. Son avocat a accusé la police de l'avoir torturé en détention. Sa famille et son avocat ont affirmé qu'il avait été arrêté pour ses rapports sur l'extorsion de fonds par la police de propriétaires d'usines de confection,.